# Bellvei
Bellvei – gmina w Hiszpanii, w prowincji Tarragona, w Katalonii, o powierzchni 8,26 km². W 2011 roku gmina liczyła 2110 mieszkańców.